# Meditation

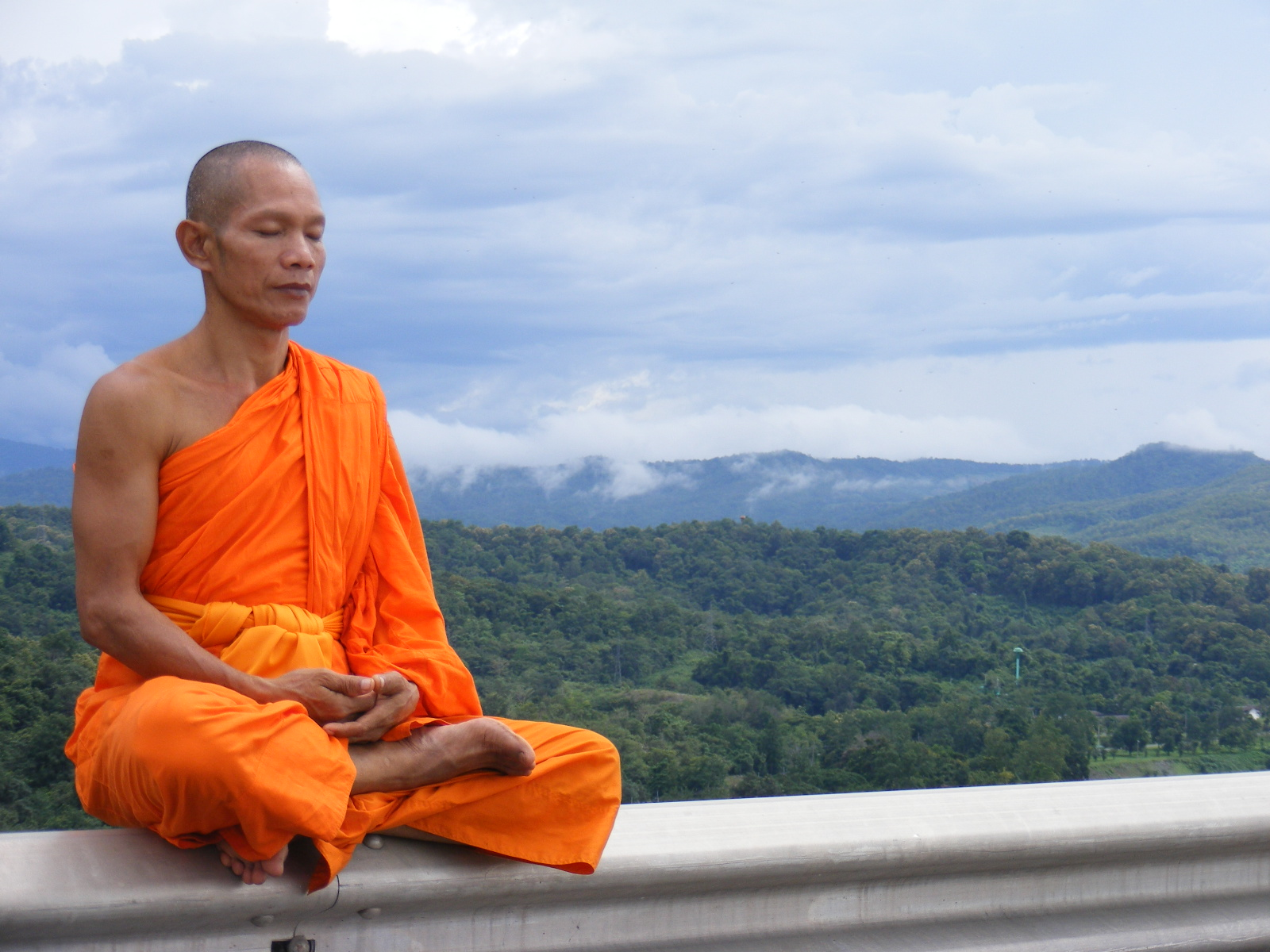
Mediterande buddhistmunk.

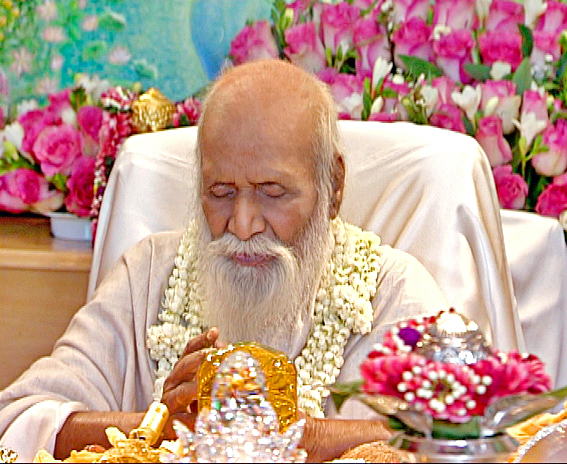
Maharishi Mahesh Yogi (2007).

Meditation är ett sammanfattande begrepp som innebär metoder för kroppslig och mental avslappning i kombination med koncentration på något föremål, föreställning eller företeelse.  
Syftet med tekniken är att stilla sitt sinne, det vill säga de tankar som mer eller mindre automatiskt "invaderar" vår hjärna och upptar oss. Därmed skapas förutsättningar för ett inre lugn som bidrar till att utveckla en förmåga att lättare hantera både tankar och känslor. Detta i sin tur ska bland annat öka det allmänna välbefinnandet, minska stresskänslor, och också påverka blodtrycket positivt. På senare år har man studerat resultat av meditation med vetenskapliga metoder och modern teknik och funnit att meditation har en mycket god inverkan på en lång rad stressrelaterade besvär. Det finns flera olika uttryck för meditation, bland andra förekommer "kontemplation", "stilla begrundan", "att lyssna inåt" och "försjunkenhet". 
Meditation kan spåras flera tusen år bakåt i tiden, bland annat i skrifter skrivna på sanskrit. Inom bland annat buddismen och yoga är meditation en central företeelse. Till exempel, vipassanatekniken inom theravadabuddhismen eller zazen inom zenbuddhism.

## Former av meditation

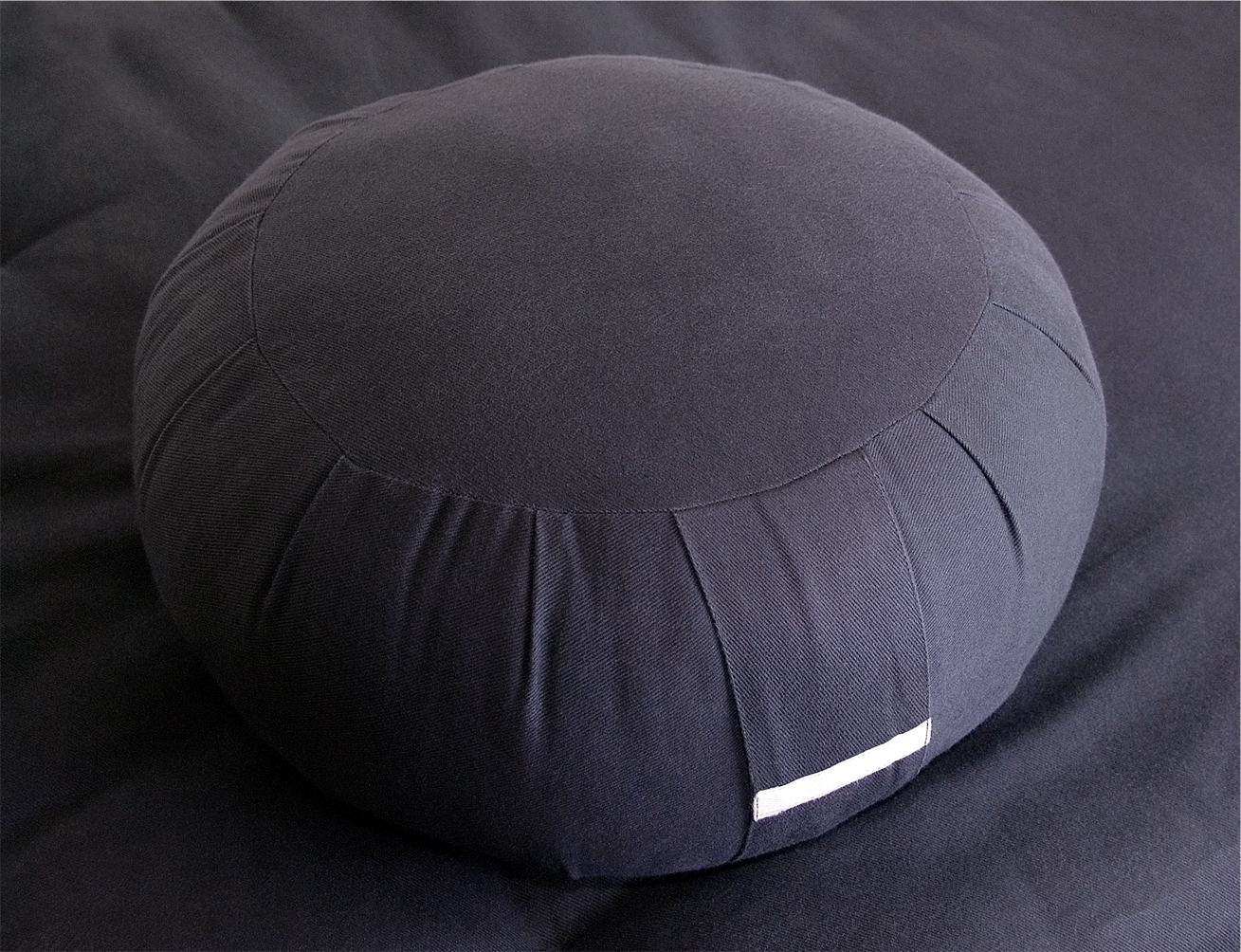
En zafu (meditationskudde)

Det kan bland annat vara ett ord man uttalar tyst, ett så kallat mantra, eller en punkt att iaktta, sin egen andning, uppmärksamheten på ljud som finns runtomkring, fokus på den egna kroppen som en helhet, energicentra i kroppen, så kallade chakras, färger, former, ljud, bön eller en vägledd meditation. Man sitter vanligen men det förekommer också att man ligger ner. Även meditationsformer finns där man promenerar eller på annat sätt rör sig. Vanligast är dock att sitta avspänt på en stol eller med korslagda ben med slutna eller halvöppna ögon. 

### Mindfulnessbaserad stressreduktion
Mindfulnessbaserad stressreduktion (MBSR) är en vanlig sekulär meditationsmetod i västvärlden. Jon Kabat-Zinn har utvecklat en åtta veckor lång utbildning där man får lära sig mindfulness (medveten närvaro), i vilken grunden är meditation. Den går ut på att man är uppmärksamt medveten i varje given stund, samtidigt som man förhåller sig neutral och oengagerad. Man sitter på en lugn plats och fokuserar på förnimmelser. Det kan vara hur trycket känns mot stolen, spänningar i benen och liknande, eller tankar som kommer upp och hur man iakttar dem, som en ointresserad åskådare.

## Användning av meditation

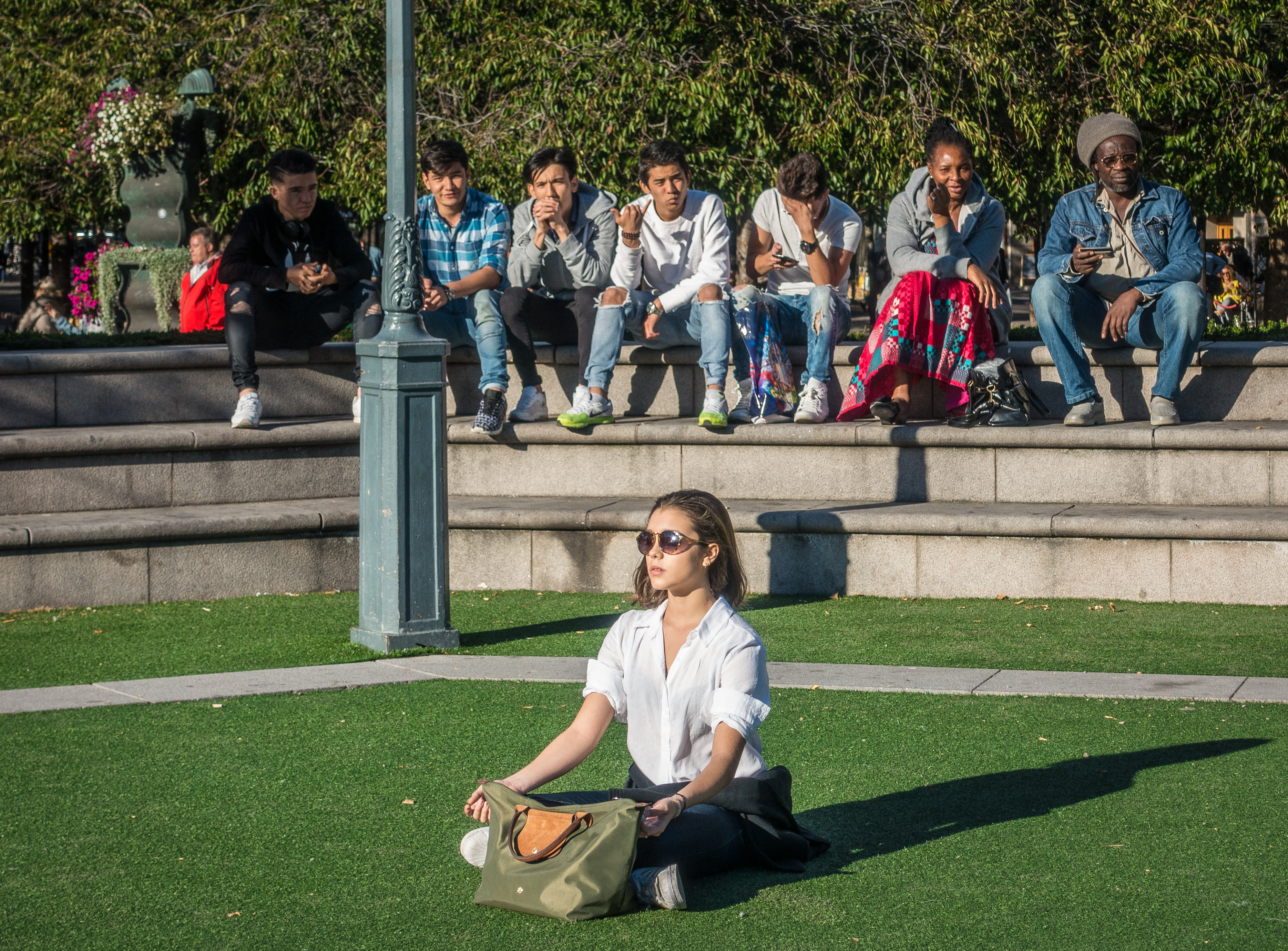
Meditation i Kungsträdgården i Stockholm i september 2016.

Meditation finns i många kulturer. De fenomen som åtföljer meditationen är desamma över hela världen, men formuleringarna på olika religioners och kulturers symbolspråk skiljer sig.
Meditation presenteras i väst ofta som en metod för avspänning. Detta har sin grund i att vissa fysiologiska förändringar kan uppstå under meditation och registreras, förändringar som är de rakt motsatta till en stressreaktion: 
- minskad andnings- och pulsfrekvens,
- minskad syreförbrukning,
- minskad ämnesomsättningshastighet,
- sänkning eller stabilisering av blodtrycket,
- minskad ledningsförmåga i huden,
- för de olika meditationsformerna specifika lugna och jämna hjärnvågsmönster som annars är sällsynta i vaket tillstånd.

## Meditationens påverkan på hälsan

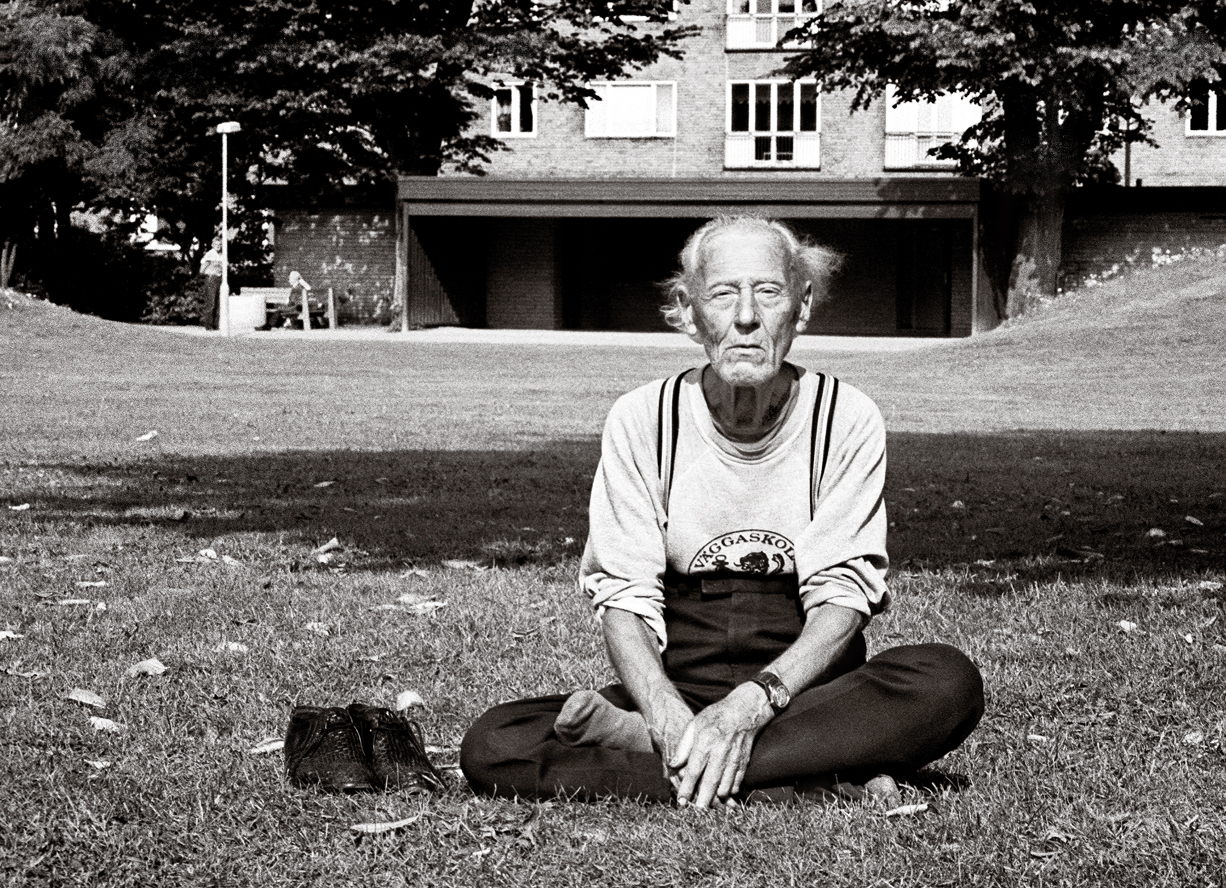
En gammal man mediterar i en park i Malmö.

Mindfulnessbaserad stressreduktion har i många studier visat sig lindra psykisk stress hos bröstcancerpatienter, minska biverkningar hos mottagare av transplanterade organ, lindra oro och depression hos personer med social ångest och hjälpa personer att hantera kronisk smärta.

### Meditationens påverkan på hjärnan
Enligt Richard J. Davidson går det att visa att meditation har en positiv påverkan på hur hjärnan fungerar. 
Vid mindfulnessbaserad stressreduktion ändras hjärnans känslo- och tankemönstren till mer positiva, vilket bland annat minskar oro.
Studier har visat att meditation påverkar ett flertal av kroppens signalsubstanser och hormoner. Forskare har observerat en ökning av dopamin, serotonin och melatonin under meditation. Man har även observerat en minskning av kortisol på lång sikt.
Med hjärnavbildningstekniker som till exempel fMRI och EEG kan man undersöka effekten av meditation på hjärnan. I en fMRI-studie har man bland annat sett en ökad aktivering av prefrontala cortex. Detta skulle på sikt kunna leda till förbättrad reglering av emotioner för individen. Man kan även undersöka påverkan på hjärnans fysiologiska struktur med MRI. I en del av dessa studier har påvisats tjockare cortex i främre delen av hjärnan, bland annat i prefrontala cortex och områden i tinningloben, bland personer som mediterar regelbundet jämfört med en kontrollgrupp.
En annan struktur som vid ett flertal studier visat sig påverkas av meditation är hippocampus. Man har sett att meditation kan leda till högre täthet av grå substans, större radiala avstånd och en global ökning av storleken av hippocampus. Storleksökningen kan vara så stor som 15% hos långtidsutövare av meditation. De större dimensionerna i hippocampus skulle kunna relateras till den ökade aktiviteten man har sett i hippocampusstrukturen till följd av meditation. Dessa resultat skulle då kunna förklara tidigare observerade positiva effekter av meditation på minnesprestationer, som t.ex. en ökad specificitet (d.v.s. förmåga att plocka fram detaljer) av självbiografiskt minne och ökad kapacitet av arbetsminne.
Studier tyder också på att Gyrus cinguli och plasticiteten hos den vita hjärnsubstansen påverkas vid meditation  och eftersom dessa strukturer också ofta brukar kopplas samman med olika psykiska sjukdomar och problem som exempelvis schizofreni och depression så finns det ett intresse att kunna använda meditation i behandling av symptom och till stöd för människor med exempelvis schizofreni.
Även om meditation generellt anses vara en hjälpsam metod så har dess effektivitet dock ifrågasatts i flera nya meta-analyser som endast visar på små till måttliga effekterstorlekar. Det betyder att meditation inte på något vis är bättre än andra åtgärder som vanligtvis rekommenderas med avseende på självomsorg, såsom sömn, motion, kost och socialt umgänge. En viktig skillnad är att meditation har en sämre säkerhetsprofil än dessa åtgärder (se Biverkningar).

### Biverkningar
Meditation har också förknippats med obehagliga upplevelser. Även sundheten i dess vetenskapliga grund och samhälleliga effekter har ifrågasatts.
Enligt Farias et al. (2020), i en systematisk översikt av fem decenniers meditationsforskning, så har meditation en rad biverkningar. De vanligaste bland dessa biverkningar är ångest och depression (de tillstånd som meditation ibland är tänkt att behandla). Andra biverkningar som de fann är depersonalisering, förändrad självuppfattning, förändrad verklighetsuppfattning, förvrängda känslor eller tankar och i vissa fall psykotiska sammanbrott och självmord.  Sådanna biverkninghar är inte sällsynta och kan upplevas av upp till en fjärdedel av alla fallen.
En annan studie, från 2021, undersökte effekterna av mindfullness-baserade program (MBP) och fann negativa biverkningar i 37 % av urvalet samt bestående negativa biverkningar i 6-14 % av urvalet. De flesta av biverkningarna var tecken på en försämrad känsloreglering (t.ex. hyperarousal och dissociation). Majoriteten av dessa negativa biverkningar var ett resultat av vanlig övning i hemmet eller workshops något som ifrågasätter den allmänt förekommande uppfattningen att det endast är intensiv övning som kan leda till negativa upplevelser; det visar sig att intensiv heldagsmeditation på retreats och dylikt endast står för 6 % av alla negativa biverkningar. De symptom som oftast identifierades som negativa var relaterade till hyperarousal (t.ex. ångest och insomni). Symptom på dissociation (t.ex. känslomässig avtrubbning, overklighetskänslor, förvanskad självuppfattning) var mer sällsynta och sågs mindre som ett problem men var å andra sidan förknippade med en 5-10 gånger högre risk för kvardröjande symptom. Detta menar författarna kräver en omvärdering av den vanliga uppfattningen att dissociativa symptom ska accepteras eller förstås på ett icke-dömande sätt, en sådann inställning är inte längre tillrådligt med tanke på den höga risken för bestående men. Istället är det viktigt att meditationsgenererad dissociation identifieras tidigt och möts på lämpligt sätt, och att denna kompetens införlivas i framtida MBP:s (vissa program har redan börjat med det).
Det finns även ökande bevis på att meditation kan störa olika prosociala beteenden. Genom att döva känslorna, i synnerhet de sociala känslorna av skuld och skam, så kan meditation leda till ett underskott av empati och ånger och därmed leda till att dess utövare blir lugna men socialt okänsliga. I en studie med 1400 deltagare fann forskarna att fokuserad andningsmeditation dämpade sambandet mellan överträdelser och viljan att engagera sig i reparativa prosociala beteenden. En annan studie fann att meditation kan öka graden av själviskhet. Studien, som bestod av två delar och med sammanlagt 691 deltagare, fann att en mindfullness-induktion, i jämförelse med en kontrollsituation, ledde till minskat prosocialt beteende. Den här effekten modererades av deltagarnas självuppfattning på så vis att personer med en mer självständig självuppfattning (som värderar individualism) blev mindre prosociala medan personer med en mer kollektivistisk självuppfattning (som värderar ömsesidigt beroende) blev mer prosociala. I västvärlden där en mer individualistisk självuppfattning dominerar skulle därmed meditation kunna ha potentiellt skadliga effekter. De nyare fynden om meditationens socialt problematiska effekter innebär också att det kan vara kontraindikerat att använda meditation som ett verktyg för att hantera konflikter eller relationella problem och allt fler experter avråder från det; enligt Andrew Hafenbrack, en av författarna till studien, “If we 'artificially' reduce our guilt by meditating it away, we may end up with worse relationships, or even fewer relationships”. Denna effekt är även omnämnd inom den contemplativa traditionen, men föga känd utanför, och går under namnet Spiritual Bypass. Fynden är även i linje med metanalyser som visar på en begränsad effekt av meditation när det gäller att öka olika prosociala beteenden (t.ex. empati, medlidande).
Svåra upplevelser under meditation refereras redan i traditionella källor; och vissa av dessa kan anses vara en förväntad del av processen, t.ex. de sju reningsstadierna som omnämns i Theravādabuddhism. Ett antal ”ohälsosamma och skrämmande syner” omnämns även i en instruktionsmanual för vipassanā meditation. Klassiska källor har olika benämningar på denna ”meditationssjuka” och relaterade svårigheter, såsom zouhuorumo (走火入魔; "fire possession"), chanbing (禪病; "Chan disease") and mojing (魔境; "demonic states").